# Dị ứng thuốc
Dị ứng thuốc là dị ứng với một loại thuốc, phổ biến nhất là dược phẩm, và là một dạng phản ứng bất lợi của thuốc. Cần phải cấp cứu ngay nếu nghi ngờ có phản ứng dị ứng.
Phản ứng dị ứng sẽ không xảy ra trong lần đầu tiếp xúc với một chất. Phơi nhiễm lần đầu cho phép cơ thể tạo những kháng thể và tế bào lymphocyte nhớ kháng nguyên. Tuy nhiên, một loại thuốc thường chứa nhiều chất khác nhau, bao gồm cả thuốc nhuộm, có thể gây ra phản ứng dị ứng. Điều này có thể gây phản ứng dị ứng khi dùng thuốc lần đầu. Ví dụ, một người bị dị ứng với thuốc nhuộm đỏ sẽ bị dị ứng với bất kỳ loại thuốc mới nào có chứa thuốc nhuộm màu đỏ đó.
Dị ứng thuốc khác với không dung nạp thuốc. Không dung nạp thuốc, thường nhẹ hơn, không miễn dịch qua trung gian tế bào, không phụ thuộc vào lần phơi nhiễm trước.

## Loại
Dị ứng thuốc hoặc quá mẫn thuốc có thể được chia thành hai loại: quá mẫn nhanh và quá mẫn chậm. Quá mẫn nhanh xảy ra trong vòng một giờ và qua trung gian IgE, trong khi quá mẫn chậm xảy ra nhiều giờ sau và qua trung gian tế bào T.

## Dấu hiệu và triệu chứng
Các triệu chứng của phản ứng quá mẫn thuốc có thể tương tự như tác dụng phụ không dị ứng. Các triệu chứng thường gặp bao gồm:

- Nỗi mề đay
- Ngứa
- Phát ban
- Sốt
- Sưng mặt
- Khó thở do co thắt ngắn hạn của đường hô hấp hoặc tổn thương lâu dài đến mô phổi
- Sốc phản vệ, phản ứng thuốc đe dọa đến tính mạng (bao gồm hầu hết các triệu chứng trên cũng như tụt huyết áp)
- Triệu chứng về tim như đau ngực, khó thở, mệt mỏi, đánh trống ngực, mê sảng, và ngất - một phản ứng hiếm gặp do thuốc gây ra, viêm cơ tim do tăng bạch cầu ái toan.

## Nguyên nhân
Một số loại thuốc có tỷ lệ phản ứng thuốc cao hơn những loại thuốc khác. Bao gồm thuốc chống động kinh, kháng sinh, thuốc kháng retrovirus, NSAID, và thuốc gây tê cục bộ và toàn thân.

### Yếu tố nguy cơ
Các yếu tố nguy cơ đối với dị ứng thuốc có thể do chính loại thuốc đó hoặc cơ địa của bệnh nhân. Các yếu tố nguy cơ của thuốc bao gồm liều, đường dùng, thời gian điều trị, tiếp xúc nhiều lần với thuốc và các bệnh đồng thời. Các yếu tố nguy cơ trên bệnh nhân bao gồm tuổi tác, giới tính, thể tạng atopy, đa hình gen di truyền đặc trưng và khuynh hướng vốn có để phản ứng với nhiều loại thuốc không liên quan (hội chứng dị ứng nhiều loại thuốc).
Dị ứng thuốc thường dễ phát sinh hơn với liều lượng lớn và phơi nhiễm kéo dài.
Những người mắc các bệnh miễn dịch, như HIV và xơ nang, hoặc nhiễm trùng với EBV, CMV, hoặc HHV6, dễ bị phản ứng quá mẫn với thuốc. Các tình trạng này làm giảm ngưỡng kích hoạt tế bào T.

## Cơ chế
Có hai cơ chế cho một dị ứng thuốc xảy ra: qua trung gian IgE và không qua trung gian IgE. Trong các phản ứng qua trung gian IgE, còn được gọi là phản ứng trung gian của Immunoglobulin E, các chất gây dị ứng thuốc gắn với kháng thể IgE trên màng bào tương của bạch cầu ái kiềm và tế bào mast, dẫn đến liên kết chéo, kích hoạt tế bào giải phóng các chất trung gian.
Hầu hết các loại thuốc tự chúng không gây ra phản ứng, nhưng do sự hình thành của haptens.